# Suseok-dong
Suseok-dong (koreanska: 수석동) är en stadsdel i staden Seosan i provinsen Södra Chungcheong, i den västra delen av Sydkorea, 100 km sydväst om huvudstaden Seoul.